# Grianan of Aileach

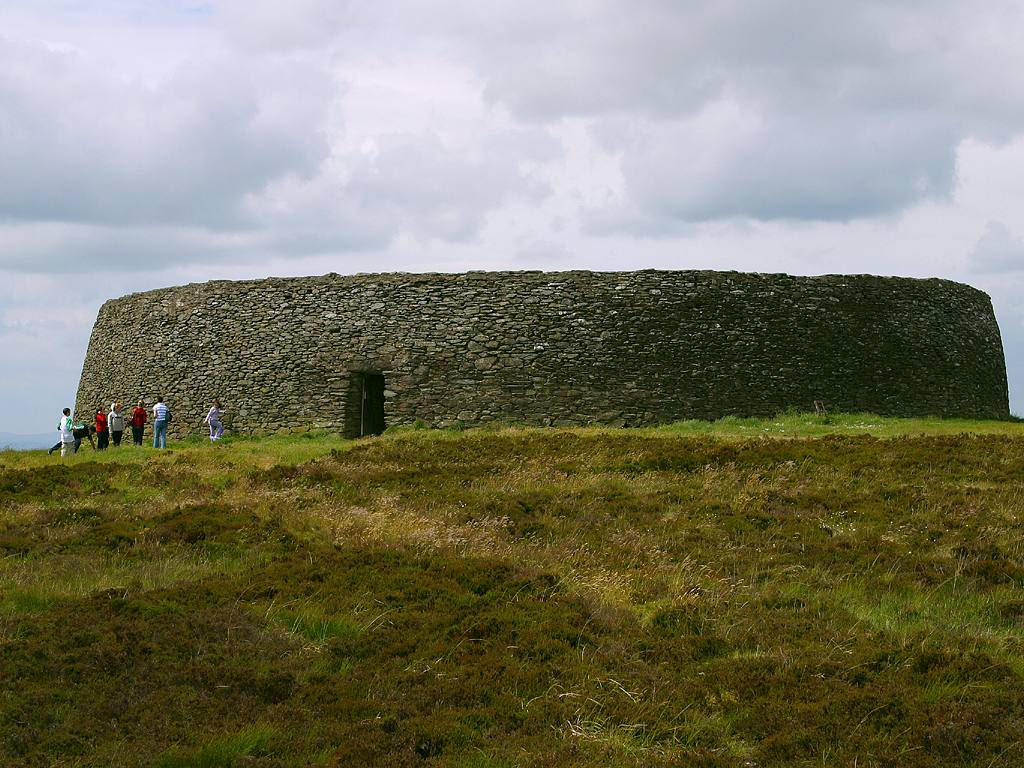
Widok zewnętrzny fortu

Grianan of Aileach (irl. Grianán Ailigh) - prehistoryczny kamienny fort w pobliżu dzisiejszej miejscowości Burt w hrabstwie Donegal w Irlandii, odrestaurowany w XIX wieku. Fort wzniesiony został w epoce brązu około 1700 roku p.n.e. W okresie wczesnych władców irlandzkich (między VIII wiekiem p.n.e. a XII wiekiem n.e.) był centrum kulturalnym i politycznym wyspy. W II stuleciu n.e. został umieszczony na mapie świata Klaudiusza Ptolemeusza. W 1101 roku twierdzę zniszczyły wojska Murtagha O’Briena, króla Munsteru. 
Obecnie można oglądać zrekonstruowane w XIX wieku mury obronne, otaczające wnętrze fortu okręgiem o średnicy 23 metrów. 